# Thomas de Plaines
Thomas de Plaine(s), heer van Magny (overleden in Mechelen, 20 maart 1507) was een Bourgondisch staatsman.

## Biografie
Thomas' vader Humbert was schepen van Poligny. Thomas de Plaines bekleedde vele hoge functies in het Bourgondische rijk. Hij was in 1475-1477 waarnemend president van de Raad van Vlaanderen, daarna voorzitter van de Grote Raad van Mechelen en in 1496-1507 kanselier van Vlaanderen en Bourgondië onder Maximiliaan I van Oostenrijk. Hij was ook president van het Parlement van Bourgondië. 
Hij huwde in 1469 met Jeanne Gros. Het koppel kreeg verschillende kinderen. Hij is begraven in Mechelen. 
Antoine Le Moiturier maakte een beeld van hem, in biddende houding gekleed in het gewaad van een magistraat, en van zijn echtgenote. Deze beelden stonden in de kapel Notre-Dame-des-Sept-Douleurs in de Jacobijnenkerk van Poligny. Het beeld dat de Plaines voorstelt bevindt zich in de collectie van het Louvre.